# Kamuj

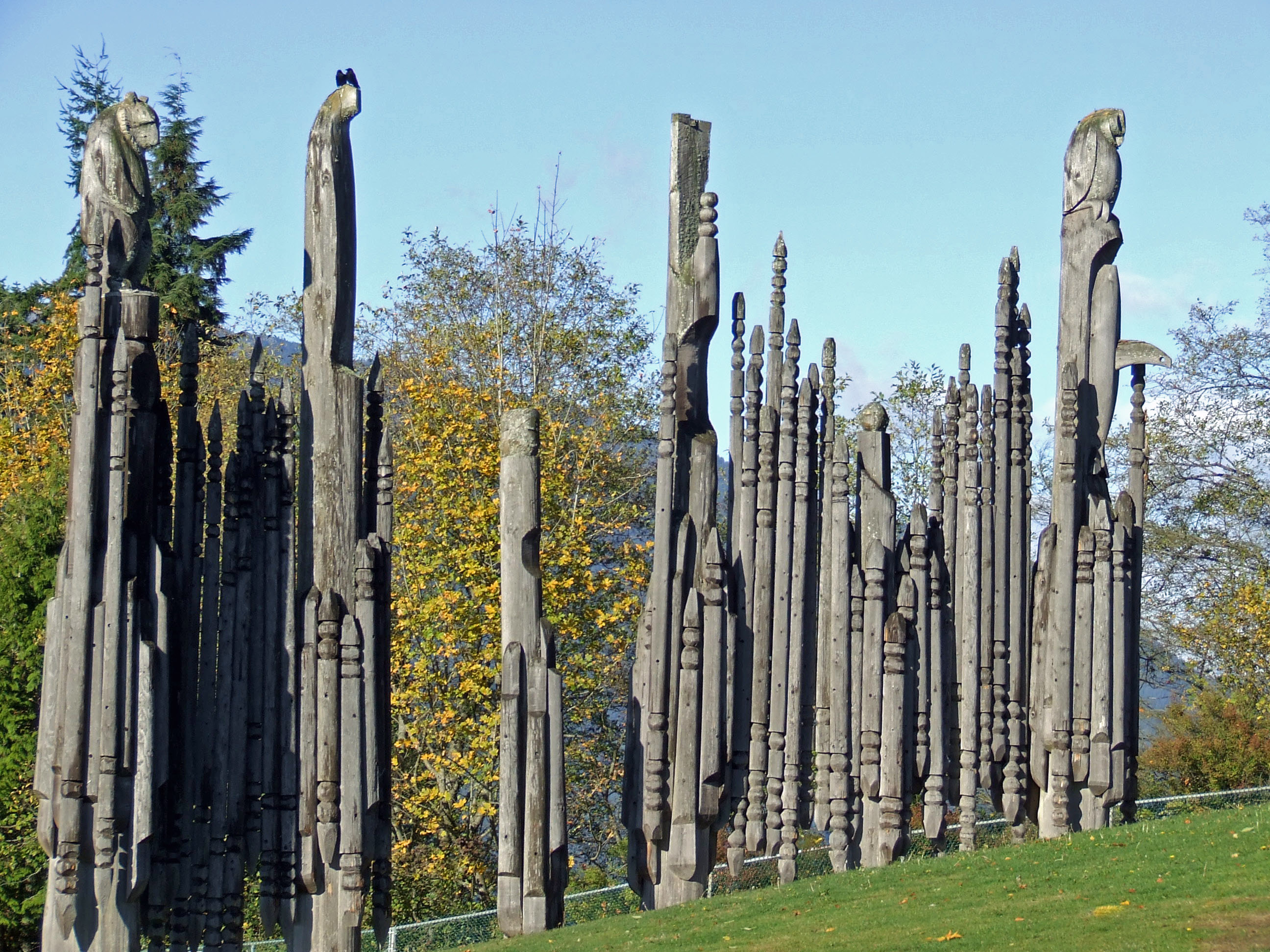
Kamui Mintara (Plac Zabaw Bogów), totemy Ajnów na Burnaby Mountain, Burnaby, Kolumbia Brytyjska, Kanada

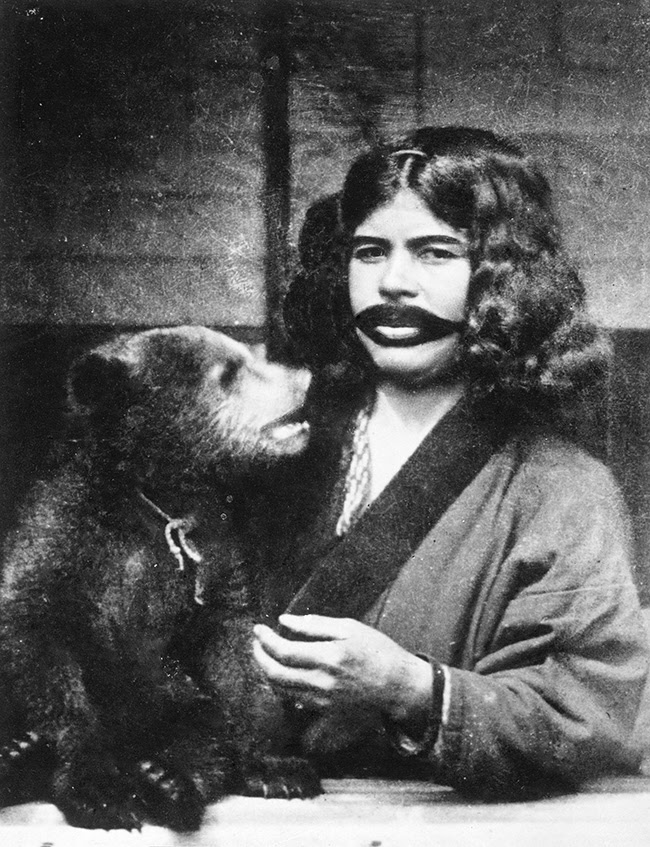
Kobieta ajnoska z tatuażem zarostu i żywym niedźwiadkiem, 1922 r.

Kamui (jap. カムイ, 神威 lub 神居 kamui; IPA: kamú̜ɪ, kamú̜j) – słowo, pojęcie występujące w języku i wierzeniach ajnoskich o szerokim znaczeniu, określające m.in. wszelkiego rodzaju siły nadprzyrodzone, obecne w całym świecie otaczającym Ajnów.

## Wstęp
Słowo kamui (w niektórych opracowaniach: kamuy, kamuj) w podstawowym znaczeniu to bóg lub niedźwiedź, co wiąże się z pradawnym kultem tego zwierzęcia i mitologią Ajnów. Tłumaczy się także jako „bóstwo”, „duch”, „dusza”, „demon”. Jego zakres znaczeniowy i gramatyczny jest bardzo szeroki. Obejmuje zarówno istoty negatywne, jak i pozytywne. Swoje kamui posiadają np.: zwierzęta, rośliny, ogień, ciała zmarłych i talizmany. Termin ten często występuje w imionach ajnoskich bogów, jak np. rep un kamui (bóg morza, oceanu) czy ya-un moshir kamui (bóg krainy Ajnów). Używa się go również w znaczeniu „piękny” oraz „wielki”, np. kamui-kotan lub kamui-moshiri (niebo), kamui-rangetam (wspaniały miecz, miecz bogów). Jako przedrostek może być traktowany jako przymiotnik np. kamui nonno (piękny kwiat), a jako przyrostek może być rzeczownikiem np. rera kamui (bóg wiatru).

## Kamui
Kamui posiadały bardzo rozbudowaną hierarchię. Wyróżniano kamui „dalekich” i „bliskich”, „lekkich” i „ciężkich”, „dobrych” i „złych”. Ich pozycję w hierarchii określano w zależności od okoliczności, regionu i wpływu na daną jednostkę. Szczególnie wyróżniano kamui „ciężkich”, do których zaliczano m.in. bóstwa ognia domowego, morza, rzek, gór czy boga-niedźwiedzia. Złymi kamui były np. wszelkiego rodzaju złośliwe demony, duchy mieszkające w opustoszałych domostwach oraz lisy. Kamui należało czcić modlitwą i ofiarami. W zamian otaczali oni swoich czcicieli opieką.
Zarówno fonetycznie, jak i znaczeniowo wyraz kamui podobny jest do japońskiego terminu kami, co skłoniło część badaczy do uznania go za zapożyczenie z języka japońskiego, choć zdaniem innych możliwe jest przejęcie ajnoskiego terminu przez Japończyków. Według niektórych badaczy kultury ajnoskiej, m.in. M. Dobrotworskiego czy Bronisława Piłsudskiego określenia kamui używano pierwotnie w znaczeniu „posiadający mięso” na określenie zwierząt, potem zaczęto go używać na oznaczenie wszystkiego co „cenne”, „piękne”, „czczone” i w ostateczności stało się ono terminem oznaczającym „istotę” oraz „bóstwo”.

## Plac zabaw kamui
Na górze Burnaby, na terenie należącym do Simon Fraser University, w Kanadzie, znajduje się „Plac Zabaw Bogów”, seria rzeźb z drewna o charakterze totemów. Ich twórcą jest ajnoski rzeźbiarz Nuburu Toko, który z pomocą swojego syna uczcił w ten sposób w 1990 roku 25. rocznicę nawiązania siostrzanej współpracy miast Burnaby i Kushiro na Hokkaido skąd pochodzi autor tej pracy. Jest to nawiązanie do animistycznej tradycji Ajnów. Totemy zwierzęce reprezentują bogów zstępujących w celu stworzenia świata, a totemy mniejsze symbolizują splecione losy Ajnów z boskością.
Nazwa Kamui Mintara (Kamuimintara) – plac zabaw dla bogów, ogród bogów – to ajnoska nazwa obszaru na terenie największego w Japonii Parku Narodowego Daisetsu-zan, położonego w centralnej części wyspy Hokkaido. Cały teren jest niezwykłym dziełem natury. Jest tam 16 szczytów o wysokości ponad 2000 m n.p.m., wulkaniczny płaskowyż z klifami i kaskadami wody, gorącymi źródłami, stożkami i kraterami, trującymi gazami i pięknymi stawami. Są tam również rozległe łąki alpejskie i około 270 gatunków dzikich kwiatów. Żyją tam niedźwiedzie brunatne.